# Mauressargues
Mauressargues är en kommun i departementet Gard i regionen Occitanien i södra Frankrike. Kommunen ligger i kantonen Lédignan som tillhör arrondissementet Alès. År 2022 hade Mauressargues 177 invånare.

## Befolkningsutveckling
Antalet invånare i kommunen Mauressargues
Referens:INSEE